# Assassins: Black Meddle Pt. I
Assassins: Black Meddle Pt. I – czwarty album studyjny amerykańskiej grupy muzycznej Nachtmystium. Wydawnictwo ukazało się 10 czerwca 2008 roku nakładem wytwórni muzycznej Century Media Records.
Partie perkusji na płycie zarejestrował znany z występów w grupach Angelcorpse, Nile i Dimmu Borgir - Tony Laureano. W ramach promocji grupa odbyła europejską trasę koncertową z Genghis Tron oraz Zoroaster.
W lipcu 2008 roku muzycy wystąpili w Stanach Zjednoczonych wraz z grupami Boris i Torche.

## Lista utworów
Opracowano na podstawie materiału źródłowego.
1. "One of These Nights" (sł. Chris Black, muz. Blake Judd) - 1:50
2. "Assassins" (sł. Blake Judd, muz. Blake Judd) - 8:07
3. "Ghosts of Grace" (sł. Blake Judd, Chris Black, muz. Chris Black, Blake Judd) - 4:49
4. "Away from Light" (Instrumental) (muz. Chris Black) - 2:19
5. "Your True Enemy" (sł. Chris Black, muz. Blake Judd, Jeff Wilson) - 4:15
6. "Code Negative" (sł. Lord Imperial, muz. Blake Judd) - 6:48
7. "Omnivore" (sł. Chris Black, muz. Blake Judd, Jeff Wilson) - 5:05
8. "Seasick, Part I: Drowned at Dusk" (sł. Chris Black, muz. Blake Judd) - 4:52
9. "Seasick, Part II: Oceanborne" (sł. Chris Black, muz. Blake Judd) - 2:48
10. "Seasick, Part III: Silent Sunrise" (sł. Chris Black, muz. Blake Judd) - 4:12

## Twórcy
Opracowano na podstawie materiału źródłowego.
| - Blake Judd - gitara prowadząca, wokal prowadzący - Jeff Wilson - gitara rytmiczna - Zion Meagher - gitara basowa, wokal wspierający - Tony Laureano - perkusja, instrumenty perkusyjne - Sanford Parker - instrumenty klawiszowe, inżynieria dźwięku, miksowanie, produkcja muzyczna - Collin Jordan - mastering | - Chris Black - instrumenty klawiszowe, programowanie - Bruce Lamont - saksofon - Matt Johnsen - gitara prowadząca (utwory 2, 8, 9, 10) - Jeff Sealy - gitara prowadząca (utwory 5, 6) - Metastazis.com, Paris - oprawa graficzna - Margot Scesa - oprawa graficzna - Jimmy Hubbard - zdjęcia |

## Wydania
| Rok  | Nr katalogowy | Format                | Wytwórnia             | Region            | Źródło |
| ---- | ------------- | --------------------- | --------------------- | ----------------- | ------ |
| 2008 | CM 8496-2     | CD, Album             | Century Media Records | Stany Zjednoczone | [ 1 ]  |
| 2008 | CM 8496-1     | 2xLP, Album, Ltd, Yel | Century Media Records | Stany Zjednoczone | [ 1 ]  |
| 2008 | 8496-2        | CD, Album             | Century Media Records | Stany Zjednoczone | [ 1 ]  |
| 2008 | CANDLE217CD   | CD, Album             | Candlelight Records   | Wielka Brytania   | [ 1 ]  |
| 2008 | BOBV116LP     | LP, Album, Ltd        | Back On Black         | Wielka Brytania   | [ 1 ]  |